# George Dodington
George Dodington (c. 1662 - 28 mars 1720) est un commerçant et homme politique whig qui siège à la Chambre des communes britannique de 1705 à 1720, sous le patronage d’Edward Russell (1er comte d'Orford).

## Jeunesse
Il est le fils aîné de John Dodington de Dodington, Somerset et de son épouse Hester Temple, fille de Sir Peter Temple (2e baronnet) de Stowe, Buckinghamshire. Son grand-père, sir Francis Dodington, a obtenu en fiducie les bénéfices d’une commission en accise qui revenait à son fils. Lorsque le père de Dodington meurt en 1673, la deuxième épouse de Sir Francis tente de réclamer ces droits, mais la mère de Dodington fait une demande reconventionnelle et, en conséquence, Dodington est nommé à un poste à la commission .

## Activités commerciales
Il prospère et en 1688, il est en partie propriétaire de quatre navires. En 1690, avec ses partenaires, il conclut des contrats lucratifs pour la fourniture de vêtements à l'armée. De plus, dès 1687, il commence à travailler occasionnellement pour le trésorier de la marine - et est enfin au service de l'amiral Edward Russell. En 1695, Russell le nomme directeur de la paie et chef de bureau. Russell, qui devient comte d'Orford en 1697, reste un puissant protecteur tout au long de sa carrière. Dodington est commissaire de l’hôpital de Greenwich en 1695, commissaire des souscriptions à la banque foncière en 1696 et nommé fiduciaire des factures de l’Échiquier en 1697. Il se marie le 12 février 1697 à Eleanor Bull, fille du député Henry Bull .

## Carrière politique
À la fin des années 1690, Dodington devient la cible des ennemis de Lord Orford, qui le couvraient des imprudences financières commises dans ses bureaux, comme une attaque indirecte contre son patron. Bien qu'il puisse plaider sa propre défense et qu'il soit soutenu par les Whigs, il perd ses fonctions de payeur et d'administrateur des factures, et passe cinq ans à trier les comptes d'Orford. Lors des élections générales de 1705, il a été élu sans opposition en tant que député whig de Winchelsea. À son décès, son père lui avait dit de vendre le domaine de Winchelsea, mais il ne l’avait pas fait et y maintenait un intérêt électoral. En 1706, il fut nommé secrétaire des commissaires anglais de l'Union avec l'Écosse et devient fiduciaire d'un prêt à l'empereur. Il est Secrétaire en chef pour l'Irlande de 1707 à 1708 et représente Charlemont à la Chambre des communes irlandaise de 1707 à 1713. Aux Élections générales britanniques de 1708, il est de nouveau réélu pour Winchelsea et pour Bridgwater et choisit de siéger pour Bridgwater. De 1708 à 1710, il est l'un des Lord de l'amirauté. Il est réélu à Bridgwater en 1710. En 1711, il devient commissaire chargé des souscriptions à la Compagnie de la mer du Sud. Cependant, lors de l'Élections générales britanniques de 1713 il est menacé d'une forte opposition à Bridgwater et est réélu pour Winchelsea. Il devient conseiller irlandais privé en 1714 et greffier des Pells d'Irlande en 1715 .

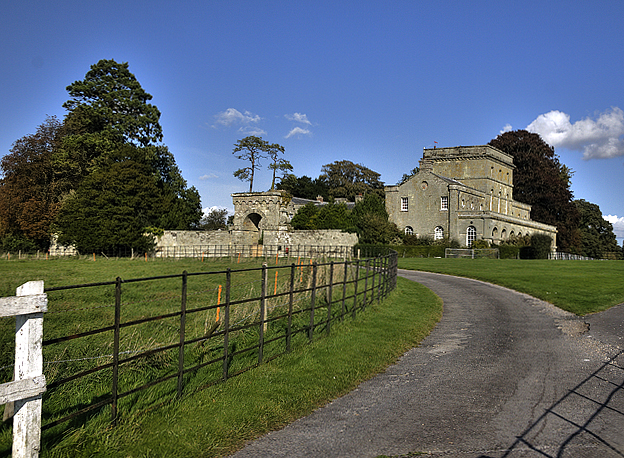
Aile de service restante de Eastbury Park

Lors des Élections générales britanniques de 1715, il est réélu sans opposition en tant que député de Bridgwater. À partir de 1715, il est Lord Lieutenant du Somerset. Devenu très riche, il charge John Vanbrugh de concevoir un grand manoir à bâtir sur son domaine d'Eastbury ,.
Dodington décède le 28 mars 1720 et laisse son domaine à son neveu George Bubb, qui prend le nom de famille de Dodington et termine le bâtiment de Eastbury Park .